# The Mystery
The Mystery è un album del chitarrista acustico Tommy Emmanuel.

## Strumentazione utilizzata
Durante la registrazione dell'album sono state usate una chitarra classica Takamine, due chitarre elettriche (Gibson J185 e Fender Telecaster) e diverse chitarre acustiche: una Maton EBG 808 TE, una Maton TE Custom Jumbo, una Travis Williams Dreadnaught e una Maton Custom Shop TE.

## Tracce
1. Cantina Senese (Tommy Emmanuel)
2. Gameshow Rag/Cannonball Rag (Tommy Emmanuel - Merle Travis)
3. The Mystery  (Tommy Emmanuel)
4. Cowboy's Dream (Tommy Emmanuel)
5. Walls (Pam Rose - Randy Sharp - Mary Ann Kennedy)
6. Lewis & Clark (Tommy Emmanuel)
7. The Diggers' Waltz (Tommy Emmanuel)
8. Antonella's Birthday (Tommy Emmanuel)
9. And So It Goes (Billy Joel)
10. That's The Spirit (Tommy Emmanuel)
11. Footprints (Tommy Emmanuel)
12. Keep It Simple (Tommy Emmanuel)